# Eerste klasse 1982-83 (voetbal België)
Het seizoen 1982/83 van de Belgische Eerste Klasse ging van start in de zomer van 1982 en eindigde in de lente van 1983. Standard Luik verlengde zijn landstitel en werd voor de achtste maal kampioen.

## Gepromoveerde teams
Deze teams waren gepromoveerd uit de Tweede Klasse voor de start van het seizoen:
- RFC Sérésien (kampioen in Tweede)
- K. Beerschot VAV (eindrondewinnaar)

## Degraderende teams
Deze teams degradeerden naar Tweede Klasse op het eind van het seizoen:
- KSK Tongeren
- KFC Winterslag

## Titelstrijd
Standard de Liège werd landskampioen met een slechts een punt voorsprong op de eerste achtervolger RSC Anderlecht.

## Europese strijd
Standard was als landskampioen geplaatst voor de Europacup voor Landskampioenen van het volgend seizoen. Eerste achtervolgers RSC Anderlecht, Antwerp FC en KAA Gent plaatsten zich voor de UEFA Cup. Als bekerwinnaar plaatste KSK Beveren zich voor de Europese Beker voor Bekerwinnaars.

## Degradatiestrijd
KSK Tongeren en KFC Winterslag eindigden kort bijeen op de twee laatste plaatsen en degradeerden.

## Eindstand
|         |    |                            | P  | W  | G  | V  | +  | -  | DS  | Ptn |
| ------- | -- | -------------------------- | -- | -- | -- | -- | -- | -- | --- | --- |
| K       | 1  | R. Standard de Liège       | 34 | 22 | 6  | 6  | 78 | 34 | 44  | 50  |
| (UEFA)  | 2  | RSC Anderlecht             | 34 | 20 | 9  | 5  | 74 | 33 | 41  | 49  |
| (UEFA)  | 3  | R. Antwerp FC              | 34 | 20 | 6  | 8  | 56 | 30 | 26  | 46  |
| (UEFA)  | 4  | KAA Gent                   | 34 | 18 | 10 | 6  | 60 | 42 | 18  | 46  |
|         | 5  | Club Brugge KV             | 34 | 17 | 9  | 8  | 58 | 49 | 9   | 43  |
| (beker) | 6  | KSK Beveren                | 34 | 15 | 10 | 9  | 68 | 38 | 30  | 40  |
|         | 7  | K. Waterschei SV Thor Genk | 34 | 14 | 9  | 11 | 48 | 49 | -1  | 37  |
|         | 8  | KSC Lokeren                | 34 | 13 | 9  | 12 | 42 | 38 | 4   | 35  |
|         | 9  | RFC Liégeois               | 34 | 11 | 10 | 13 | 34 | 54 | -20 | 32  |
|         | 10 | RWD Molenbeek              | 34 | 9  | 13 | 12 | 32 | 38 | -6  | 31  |
|         | 11 | KV Kortrijk                | 34 | 10 | 9  | 15 | 41 | 55 | -14 | 29  |
|         | 12 | KSV Cercle Brugge          | 34 | 7  | 15 | 12 | 38 | 49 | -11 | 29  |
|         | 13 | RFC Sérésien               | 34 | 8  | 12 | 14 | 41 | 62 | -21 | 28  |
|         | 14 | K. Lierse SK               | 34 | 10 | 7  | 17 | 34 | 52 | -18 | 27  |
|         | 15 | K. Beerschot VAV           | 34 | 8  | 9  | 17 | 43 | 61 | -18 | 25  |
|         | 16 | KSV Waregem                | 34 | 7  | 10 | 17 | 36 | 51 | -15 | 24  |
| D       | 17 | KSK Tongeren               | 34 | 7  | 7  | 20 | 39 | 64 | -25 | 21  |
| D       | 18 | KFC Winterslag             | 34 | 5  | 10 | 19 | 36 | 62 | -26 | 20  |

P: wedstrijden gespeeld, W: wedstrijden gewonnen, G: gelijke spelen, V: wedstrijden verloren, +: gescoorde doelpunten, -: doelpunten tegen, DS: doelsaldo, Ptn: totaal punten
K: kampioen, D: degradeert, (beker): bekerwinnaar, (UEFA): geplaatst voor UEFA-beker

## Topscorers
Erwin Vandenbergh van RSC Anderlecht werd voor het vierde seizoen op rij topschutter. Hij scoorde 20 keer.
1895/96 · 1896/97 · 1897/98 · 1898/99 · 1899/00 · 1900/01 · 1901/02 · 1902/03 · 1903/04 · 1904/05 · 1905/06 · 1906/07 · 1907/08 · 1908/09 · 1909/10 · 1910/11 · 1911/12 · 1912/13 · 1913/14 · 1914/15 · 1915/16 · 1916/17 · 1917/18 · 1918/19 · 
1919/20 · 1920/21 · 1921/22 · 1922/23 · 1923/24 · 1924/25 · 1925/26 · 1926/27 · 1927/28 · 1928/29 · 1929/30 · 1930/31 · 1931/32 · 1932/33 · 1933/34 · 1934/35 · 1935/36 · 1936/37 · 1937/38 · 1938/39 · 1939/40 · 1940/41 · 1941/42 · 1942/43 · 1943/44 · 1944/45 · 1945/46 · 1946/47 · 1947/48 · 1948/49 · 1949/50 · 1950/51 · 1951/52 · 1952/53 · 1953/54 · 1954/55 · 1955/56 · 1956/57 · 1957/58 · 1958/59 · 1959/60 · 1960/61 · 1961/62 · 1962/63 · 1963/64 · 1964/65 · 1965/66 · 1966/67 · 1967/68 · 1968/69 · 1969/70 · 1970/71 · 1971/72 · 1972/73 · 1973/74 · 1974/75 · 1975/76 · 1976/77 · 1977/78 · 1978/79 · 1979/80 · 1980/81 · 1981/82 · 1982/83 · 1983/84 · 1984/85 · 1985/86 · 1986/87 · 1987/88 · 1988/89 · 1989/90 · 1990/91 · 1991/92 · 1992/93 · 1993/94 · 1994/95 · 1995/96 · 1996/97 · 1997/98 · 1998/99 · 1999/00 · 2000/01 · 2001/02 · 2002/03 · 2003/04 · 2004/05 · 2005/06 · 2006/07 · 2007/08 · 2008/09 · 2009/10 · 2010/11 · 2011/12 · 2012/13 · 2013/14 · 2014/15 · 2015/16 · 2016/17 · 2017/18 · 2018/19 · 2019/20 · 2020/21· 2021/22 · 2022/23 · 2023/24 · 2024/25